# Gelemso
Gelemso är en ort i Etiopien.   Den ligger i regionen Oromia, i den centrala delen av landet, 200 km öster om huvudstaden Addis Abeba. Gelemso ligger 1 795 meter över havet och antalet invånare är 16 065.
Terrängen runt Gelemso är huvudsakligen kuperad, men söderut är den platt. Terrängen runt Gelemso sluttar söderut. Runt Gelemso är det ganska tätbefolkat, med 239 invånare per kvadratkilometer. Det finns inga andra samhällen i närheten. Omgivningarna runt Gelemso är huvudsakligen savann.